# Nový Zéland na Letních olympijských hrách 1924
Nový Zéland se účastnil Letní olympiády 1924 ve francouzské Paříži. Zastupovalo ho 4 sportovci (3 muži a 1 žena) ve 3 sportech.

## Medailisté
| Medaile | Jméno          | Sport    | Soutěž            |
| ------- | -------------- | -------- | ----------------- |
| Bronz   | Arthur Porritt | Atletika | Muži běh na 100 m |